# Ford Mondeo ST200
La Ford Mondeo ST200 è un'autovettura sportiva di segmento D prodotta dalla filiale europea della casa automobilistica statunitense Ford per circa un anno a cavallo fra il 1999 ed il 2000.
Deriva dalla prima generazione dell'omonima berlina Ford.

## Storia
Nell'ottobre del 1996 la Mondeo venne sottoposta al secondo restyling venendo quasi totalmente modificata: solamente le porte e il tetto rimasero gli stessi del primo modello e persino gli estrattori sulle porte posteriori vennero eliminati. Il cambiamento più evidente è nella parte anteriore, grazie all'introduzione di una griglia anteriore ovale accompagnata da una fanaleria differente. Meno evidenti, invece, le modifiche nella parte posteriore, limitate prevalentemente alle luci differenti per le versioni berlina e a nuovi paraurti dal disegno semplificato. Di dettaglio anche le modifiche interne, limitate ad alcuni dettagli della plancia e a differenti finiture. Invece modifiche più profonde hanno riguardato alcune componenti strutturali, anche se l'architettura base era la stessa del modello precedente.
Nel 1999, con il nuovo modello prossimo all'uscita, venne presentata in edizione limitata la ST200, con poche variazioni tecniche ma dotata di un bodykit esclusivo, cerchi in lega da 17 dedicati ed interni con sedili Recaro specifici. Era disponibile in versione berlina 4 porte, berlina 5 porte e station wagon.
Nel 2000 cessò la produzione per lasciare il posto alla seconda generazione della Ford Mondeo.

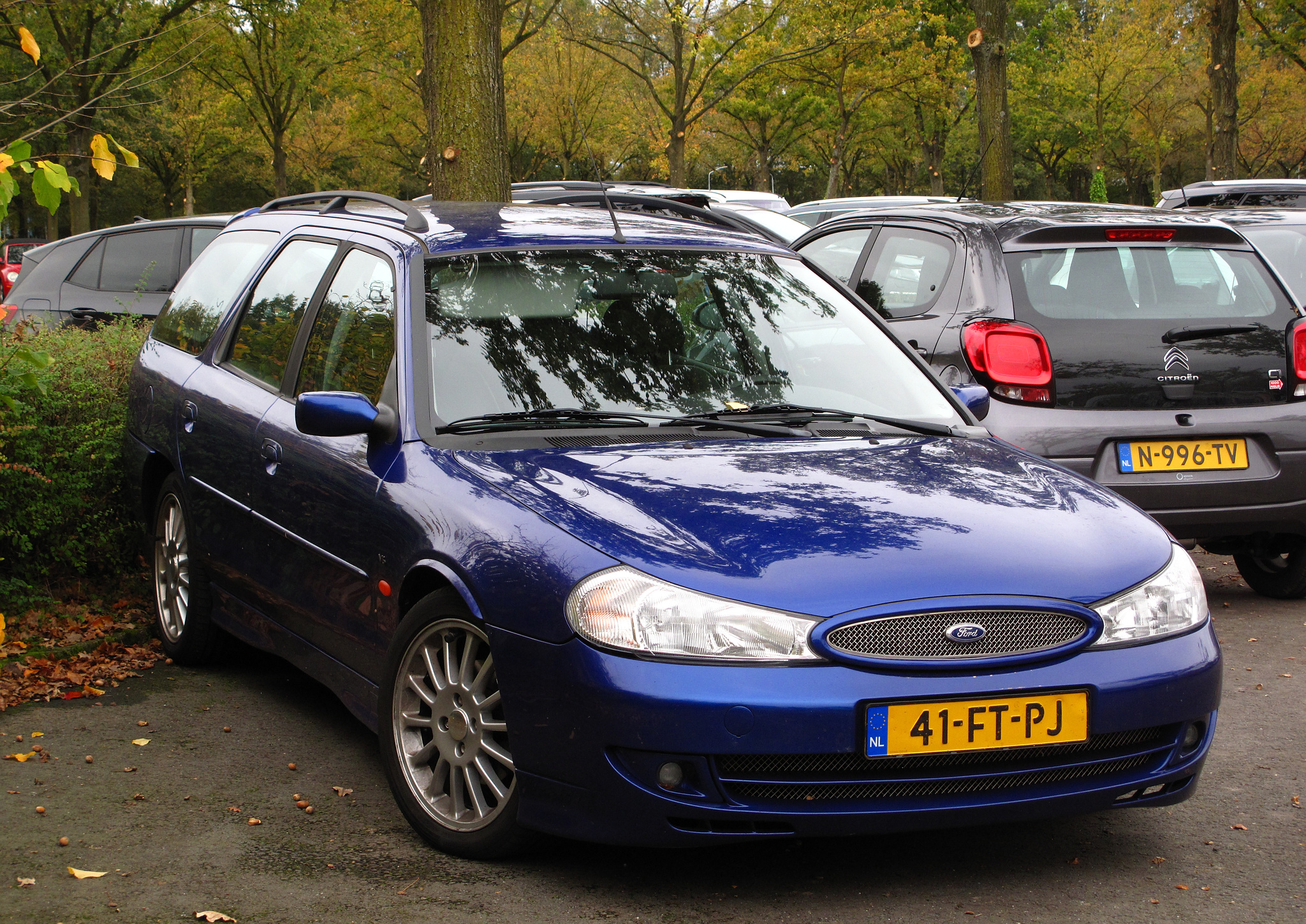
Mondeo ST200 station Wagon

## Caratteristiche Tecniche
Seppur la ST200 mantenga il telaio delle versioni più tranquille è caratterizzata dall'adozione del motore Duratec 2.5 V6 potenziato a 205cv invece dei 170cv originari.
Le differenze fra i due motori sono minime, in particolare:
- Adozione di un corpo farfallato maggiorato
- Alberi a camme leggermente riprofilati
- Aumento del rapporto di compressione da 9,4:1 a 10,4:1
- Mappatura della centralina

L'impianto frenante e le sospensioni non differiscono dalla precedente ST24 e pertanto, a causa della maggior potenza, risultano inadeguati nella guida sportiva particolarmente spinta.

## Motorizzazioni
| Modello | Disponibilità    | Motore                   | Cilindrata cm³ | Potenza                        | Coppia massima         | 0–100 km/h (secondi) | Velocità max (km/h) |
| ST200   | dal 1999 al 2000 | Duratec V6 24V a Benzina | 2.495          | 151 kW (205 CV) 6.500 giri/min | 235 N·m 5.500 giri/min | 7,9                  | 231                 |